# Родниковское сельское поселение (Пермский край)
Родниковское се́льское поселе́ние — муниципальное образование в Соликамском районе Пермского края Российской Федерации.
Административный центр — село Родники.

## История
Статус и границы сельского поселения установлены Законом Пермской области от 9 декабря 2004 года № 1884-410 «Об утверждении границ и о наделении статусом муниципальных образований Соликамского района Пермского края»

## Население
| 2010  | 2012  | 2013  | 2014  | 2015  | 2016  | 2017  |
| ----- | ----- | ----- | ----- | ----- | ----- | ----- |
| 2350  | ↗2370 | ↘2289 | ↘2250 | ↘2237 | ↘2199 | ↘2180 |
| 2018  |       |       |       |       |       |       |
| ↘2166 |       |       |       |       |       |       |

## Состав сельского поселения
| № | Населённый пункт | Тип населённого пункта       | Население |
| - | ---------------- | ---------------------------- | --------- |
| 1 | Володино         | деревня                      | 13        |
| 2 | Геологоразведка  | посёлок                      | 212       |
| 3 | Родники          | село, административный центр | ↘1419     |
| 4 | Усовский         | посёлок                      | 413       |
| 5 | Чашкина          | деревня                      | 23        |